# Євсєєв Мефодій Семенович
Мефодій Семенович Євсєєв (1885, Російська імперія — ?) — радянський діяч, член ВЦВК. Член Центральної контрольної комісії ВКП(б) у 1930—1934 роках.

## Життєпис
Працював робітником-слюсарем.
Член РКП(б) з 1924 року.
З 1920-х років — слюсар ковальського цеху заводу імені Дзержинського в місті Воронежі.
Подальша доля невідома.